# 小沢一敬
小沢 一敬（おざわ かずひろ、1973年〈昭和48年〉10月10日 - ）は、日本のお笑いタレント、YouTuber、俳優。お笑いコンビ・スピードワゴンのボケ、ネタ作り担当。相方は井戸田潤。
愛知県知多市出身。ホリプロコム所属。身長174 cm、体重54 kg。血液型B型。愛称はセカオザなど。弟は化粧品会社の代表取締役、参政党員（愛地球党代表）の小澤頼仁（おざわ よりひと）。

## 人物
名古屋吉本時代にはコンビ「バツイチ」、「メトロイド」として活動。「バツイチ」時代に関西テレビの『爆笑BOOING』に出演し、5週勝ち抜いている。
特技は麻雀。児嶋一哉（アンジャッシュ）の麻雀サイト「こじまーじゃん」によると「記憶力や観察力がとても高く、自身だけでなくその時の対局者全員の大まかな配牌や流れを記憶している、つまりその場の全員の状態や心境を把握できている」と語られている。
くわばたりえ（クワバタオハラ）が自身の得意な立体四目並べというテーブルゲームで挑戦してきた際には、初めてのプレーにもかかわらず彼女をあっさり返り討ちにしたばかりか、逆にくわばたに玉の置き方を指導していた。
注射が苦手で、毎年事務所で行っているインフルエンザの予防接種の際には泣いて嫌がるなどなかなか打ちたがらないことが多い。
相方の井戸田と共に中日ドラゴンズのファン。ただし場合によっては他球団の話をすることもある。
ふとっちょ☆カウボーイは名古屋大谷高校の同期。
2015年からは、チュートリアルの徳井義実ならびに放送作家の友人と一軒家でシェアハウスしている。別の場所に自宅もあるが、ほとんどをシェアハウスで過ごしている。3人で集まって家飲みすることが多いため、「いっそ家借りちゃおう」となったことがきっかけ。ロジャー（大自然）が加わり、4人で暮らしていた時期もある。
THE BLUE HEARTSの熱狂的な大ファン。インタビュー内で「言い過ぎかもしれないけど、ブルーハーツは義務教育にすべきだと思ってます。彼らの音楽を聴いて育てば、絶対みんな良いやつになるはず。僕からすれば、ブルーハーツに出会わない人生は想像できないんですよ」と語るほどである。他にLINK、andymoriなども好きだったと語っている。
2012年にNHK『仕事ハッケン伝』の企画でクラブ運営を手伝った 縁でJリーグ・ロアッソ熊本の応援をするようになり、2016年5月22日に行われたJ2第14節 ロアッソ熊本vs水戸ホーリーホック（日立柏サッカー場、ロアッソの熊本地震後初のホームゲーム）では握手会や募金活動に参加したほか、キックインの大役を務めた。現在でもロアッソ熊本のサポーターと自負しており、関係するコメントも多い。
若手時代からかなり不摂生な生活を続けている。煙草を1日最低3箱は吸うほどのヘビースモーカーであり、さらには夜更かしを好んで酒を飲みながら徹夜で麻雀やテレビゲームをプレイし続けるという生活を、2018年時点で既に20年以上続けている。また痩せ型の体型ではあるが、食べ物の好物もオムライスやパスタ、ウニ、イクラなどの高タンパク・高カロリーなものが多い。小沢のこういった生活に対しては、シェアハウスで一緒に暮らしている徳井も「あの人の生活は変わっている」と語るほどである。
かなりの漫画好きであり、自宅には3000冊以上の漫画と1000冊の本を保有している。この事が高じ、2018年9月4日には著書『夜が小沢をそそのかす スポーツ漫画と芸人の囁き』が文藝春秋から発売された。寺山修司のファンで、『寺山修司少女詩集』に影響を受けている。
YouTubeチャンネルの準レギュラーポジションであるサイキック芸人のKICK☆から慕われており、小沢は「プレアデス星人と地球人のハイブリッド」であり、「世界の救世主」であるという。
2022年より、渡辺正行が主催するラ・ママ新人コント大会の司会に加わっている。
弟は化粧品会社代表取締役の小澤頼仁で、2021年の衆議院選挙に愛地球党代表として出馬し、2023年の市議会議員選挙に参政党から出馬した。経営する化粧品会社は、アセンション美容液、アカシッククリーム、波動グッズや「心の病」を治すために電磁波を軽減させる商品なども売っており、代表理事を務める「一般社団法人フローシップジャパン」では永久電池の開発を目指し、「ホリスティック宇宙科学者」として「神人合一時代（「守護霊」と本人の「本霊」の合体）」に向けて活動している。
2023年12月、週刊文春が松本人志（ダウンタウン）や小沢らから性被害を受けたとする女性の証言を報じた。2024年1月9日、所属事務所の「ホリプロコム」は一部週刊誌の報道を巡り、「これまで通り活動を続けてまいります。なぜならば、小沢の行動には何ら恥じる点がないからであります」とコメントした。1月13日、自身を巡る一部週刊誌の報道に関して、「関係者及びファンの皆様に混乱やご迷惑をお掛けしている」として当面の間芸能活動を自粛することを発表した。レギュラー番組である中京テレビの『前略、大とくさん』、BSJapanextの『〜MリーグNo.1への道 BEAST ROAD〜』、MBSラジオの『アッパレやってまーす!〜土曜日です〜』について当面の間番組出演見合わせとなった。

## エピソード
- 1995年の『オールザッツ漫才』出演時、生放送中にタカ（タカアンドトシ）とともに西川のりおから「お前とお前、芸人辞めろ」と言われたことがある[30]。
- ロジャー（大自然）とタクシーに同乗していた際、自身の自宅の近くで「一流の彫刻家がどうやって石から彫刻を掘ってるかわかる？」とロジャーに訊いたところ、「ちょっとわからないですねえ。どうやってるんですか？」と返され、そこから1分間小沢はロジャーを無視した。その理由について、本人曰く「さっき僕がなんで黙ったかわかる？ タクシーの運転手さん、僕たちの話聞いてたよね。すると答え気になるよね。自分で調べるよね。知識になるよね。そういうこと」[31]。
- タクシーで原宿へ向かった際、運転手に「好きな道で」と伝えたが「素敵な道で」と勘違いされ、レインボーブリッジまで連れて行かれた[31]。
- 誕生日会に昔の彼女が8人来たことがある[32]。
- 細木数子の楽屋に挨拶に行った際、「あんた偉いわね。いい子ね。私の番組だけど暴れちゃいな」と言われた[33]。
- 幼少期は貧乏で、大人になるまでポテトチップスを食べたことがなく、おやつの時間になると台所に行って箱に入っている粉砂糖を口にしていた[34]。
- 「納豆」「飛び込み系」「ドッキリ」をNGの仕事に挙げている[35]。
- 草野球チーム「バカンス」を結成している。メンバーは小沢のほか、徳井義実（チュートリアル）、じゃい（インスタントジョンソン）、松田大輔（東京ダイナマイト）、尾関高文（ザ・ギース）、東ブクロ（さらば青春の光）など。
- パイロット版からMCを務めている番組『言葉にできない、そんな夜。』の特番が2024年1月3日に放送予定であったが、放送前日に編成上の都合による放送見合わせがあり、影響を受けている[36]。
- 『ダグアウト!!!』の出演をしていた回が2024年1月9日に放送予定であったが、放送前日に編成上の都合による放送見合わせがあり、出演していない過去放送回が再放送された。番組公式YouTubeにて出演している動画の回だけが、10日より非公開になった[37]。

## 単独での出演
※コンビとしての出演はスピードワゴンの項を参照。

### バラエティ
活動自粛前のレギュラー出演番組
- 前略、大とくさん（中京テレビ、2020年4月5日 - 2023年12月24日）[38][39][40] - MC
- 〜MリーグNo.1への道 BEAST ROAD〜（BSJapanext、2023年7月5日 - 2024年1月3日）[41] - MC

現在のレギュラー出演番組
現在の不定期出演番組
過去のレギュラー出演番組
- NHK短歌（Eテレ、2014年8月・2021年4月 - 2022年3月（第4週）・4月 - 2023年3月（第1週）） - MC（回によっては相方の井戸田も出演）
- きゅんドラ白書（日本テレビ、2015年11月30日 - 12月4日） - MC[42]
- THE HOUSE（MXテレビ、2015年10月 - 12月、2016年1月 - 3月） - MC [43]
- オザワナイト（TBS、2017年9月1日 - 2020年11月21日） - MC
- 19の夜〜大人でも子供でもない夢前夜〜（テレビ朝日、2018年12月11日 - 18日） - MC
- 快傑えみちゃんねる（関西テレビ）不定期
- ビニールハウス〜恋愛促成栽培〜（BSフジ、2019年4月3日 - 2020年9月30日[44]） - MC
- 恋愛マルシェ（BSフジ、2020年10月4日 - 2022年9月17日[45]、2023年3月31日[46]） - MC
- 時を刻むあまーい物語 Presented by TOMIYA（2021年10月 - 2021年12月、広島テレビ） - 恋の旅人(MC)
- 言葉にできない、そんな夜。（Eテレ、2022年4月8日 - 2023年8月1日） - MC[47]
- 潜在能力テスト（フジテレビ）不定期
- 上沼・高田のクギズケ!（読売テレビ・中京テレビ）不定期
- 球辞苑（NHK BS1）不定期

その他の出演番組
- 歌ネタ王決定戦（毎日放送、2018年） - 審査員
- ABCお笑いグランプリ（朝日放送、2017年・2018年・2019年・2020年・2021年・2022年） - 審査員
- ytv漫才新人賞（読売テレビ、2021年・2022年・2023年） - 審査員
- 出川哲朗の充電させてもらえませんか?（テレビ東京、2017年9月2日）[48]
- ガイロク（街録）（NHK BSプレミアム、2019年4月17日・2020年8月17日）
- ポップUP!（フジテレビ） - 2022年5月12日・7月26日・9月6日にスタジオ出演
- 長縄まりあ×赤尾ひかるのウチワアソビ〜仲良し声優女子たちの休日〜（BSテレ東、AT-X） - 2021年9月・2022年3月、ナレーション[49][50][51]
- 中山優馬×ジャニーズJr. @YUMA HOUSE（BSJapanext、2023年4月15日）
- ダグアウト!!! 野球トークバラエティ（BSJapanext、2023年10月3日・10月10日・12月19日・12月26日） - MC

### ドキュメンタリー
- 仕事ハッケン伝（NHK）
  - 「スピードワゴン小沢一敬×プロサッカークラブ運営スタッフ」（2012年6月28日）
  - ホンキスイッチSP（2012年7月26日）

### ラジオ
活動自粛前のレギュラー番組
- アッパレやってまーす!〜土曜日です〜（MBSラジオ、2021年10月17日 - 2023年12月31日） - 隔週出演[52][53]

過去のレギュラー番組
- 週刊『BUZZる』編集局〜秘密のネタ会議（JFN系、2017年10月 - 2020年3月）
- アッパレやってまーす!（MBSラジオ、2020年4月23日 - 2021年9月30日） - 木曜日隔週出演

### ドラマ
- BOYSエステ（テレビ東京・ドラマ24、2007年7月13日 - 9月28日） - 恵比寿直紀 役
- うさぎたちのもちつき 第1話 - 第4話（BS-i、2008年1月5日 - 6月27日、ネットシネマ.tv） - 佐久間竹千代 役
- LADY〜最後の犯罪プロファイル〜 第1話（TBS、2011年1月7日） - プロファイリング演習の模擬犯人 役
- 絶対零度〜特殊犯罪潜入捜査〜 第7話（フジテレビ、2011年8月23日） - 合コンの男性 役
- RUN60第一章第2話（毎日放送、2012年4月18日・中部日本放送、2012年4月27日・TOKYO MX、2012年5月2日） - 山岡医師 役
- 永遠のぼくら sea side blue（日本テレビ、2015年6月24日） - 一之瀬久志 役
- Let's天才てれびくん（Eテレ、2016年9月26日 - 9月29日） - 本人 役[54]
- 4号警備 第2話（NHK総合、2017年4月15日） - ストーカー・小川 役
- こんなところに運命の人（CBCテレビ、2018年2月 - 3月） - 正田丈一 役[55][56]
- 正義のセ 第2話（日本テレビ、2018年4月19日） - 被疑者 役

### WEBドラマ
- 続・言霊の女たち。（LISMO Channel、2011年） - 鎌田 役
- スピードワゴン小沢一敬の星空二乾杯（サッポロビールWebサイト内、2014年） - 星空BAR店主 役
- キザな小沢さん「自宅編」「バー編」（湖池屋Webサイト内『日本生まれのスコーンに合う！地ビール・地サイダープレゼント』キャンペーン企画ページ、2015年）
- ビーチボーイズに憧れて（FOD、2023年12月15日 - ） - 主演・大沢小波 役[注 3]

### 映画
- RUN60（2011年） - 山岡医師 役
- メンゲキ!（2012年） - 脚本を担当
- 女子大小路の名探偵（2023年）[57]

### 舞台
- いつか遭えたら 〜娘の夢を母が斬る!?〜（2016年） - デブ専パブ常連客の社長役（日替わりキャスト）

### 動画配信
- アーロと少年・エピソード0（YouTube、2016年） - ナレーションを担当
- スピードワゴン小沢のオザワ倶楽部（YouTube、2018年12月29日 - ）
- 番組制作権争奪リアリティーショー クリエイターズファンディング（ABEMA、2019年4月12日） - 見届け人[58]
- GX-伝説のキャバ嬢が女の子を大改革-（ABEMA、2021年6月24日 - 視聴終了） - リアクター[59]

### DVD
- BOYSエステ DVD-BOX（バップ、2007年11月21日）
- むちゃぶり!1stシーズン vol.1（ハピネット、2007年10月26日）

### ミュージック・ビデオ
- THEラブ人間「コント」（アルバム『メケメケ』に収録）（2016年）

### テレビCM
- 森永乳業・クリープ「『そうなんです。ちゃんとつくってます。』篇」（2016年）[60]
- 花王・ワイドハイターEXパワー「マッセ篇」「ブルースハープ篇」「バラ篇」「サックス篇」「ファール篇」「アジサイ篇」（2018年）

## 著書
- 小説短編集『でらつれ』（講談社、2010年2月26日発売）
- 格言集『恋ができるなら失恋したってかまわない』（宝島社、2015年8月6日発売）[61]
- 『夜が小沢をそそのかす スポーツ漫画と芸人の囁き』（文藝春秋、2018年9月4日発売）[18]

## 作詞
- 「夏と君のうた」(A.B.C-Z)